# Христина Владимирская

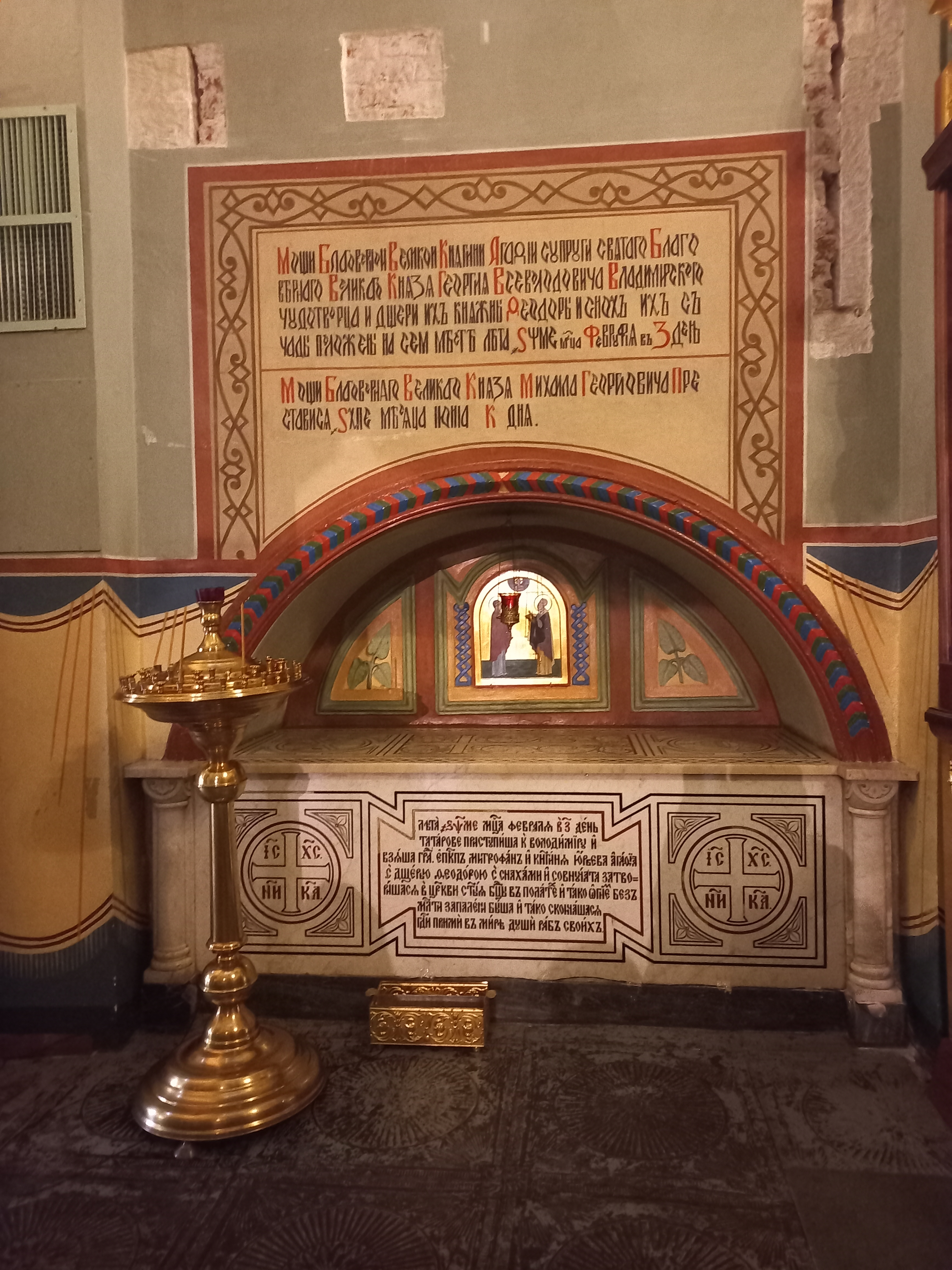
Гробница в Успенском соборе

Христина Владимирская (ок. 1219—1238) — благоверная княгиня владимирская, жена князя Владимира Юрьевича, сноха великого князя владимирского Юрия II Всеволодовича.
Погибла при взятии Владимира войсками хана Батыя от пожара в Успенском соборе или замучена в ставке хана Батыя.
Достоверных изображений Христины Владимирской не сохранилось, также как посвященных ей икон, акафиста и жития. Историк В. Н. Татищев отрицал подлинность этой фигуры, как и другой легендарной княгини — Марии Владимирской. В его Истории указывалось, что в 1236 году великий князь Юрий Всеволодович «оженил Владимира со Мстиславою». В этом случае на смену Христине Владимирской приходит полулегендарная Мстислава Владимирская. Однако в работах Н. М. Карамзина и С. М. Соловьева это имя уже встречается.
Христина Владимирская канонизирована православной церковью в 1645 году (400 лет после её гибели) как благоверная княгиня в составе Собора Владимирских святых, вместе со свекровью княгиней Агафией Всеволодовной, её дочерью Феодорой Юрьевной и женой брата мужа Мстислава Марией Владимирской — см. Владимирские мученики. Память совершается 6 июля (23 июня по старому стилю).